# Triangle (Nueva York)
Triangle es un pueblo ubicado en el condado de Broome en el estado estadounidense de Nueva York. En el año 2000 tenía una población de 3.032 habitantes y una densidad poblacional de 30.7 personas por km².

## Geografía
Triangle se encuentra ubicado en las coordenadas 42°20′57″N 75°56′20″O / 42.34917, -75.93889.

## Demografía
Según la Oficina del Censo en 2000 los ingresos medios por hogar en la localidad eran de $35,982, y los ingresos medios por familia eran $41,220. Los hombres tenían unos ingresos medios de $29,184 frente a los $24,792 para las mujeres. La renta per cápita para la localidad era de $15,734. Alrededor del 11.4% de la población estaban por debajo del umbral de pobreza.